# Jonedži Masuda
Jonedži Masuda (4. března 1909 – 28. srpna 1995) byl japonský sociolog, futurista a jeden z prvních průkopníků komputerizace v Japonsku. Byl zakladatelem a výkonným ředitelem Instituce pro informační společnost. V roce 1990 obdržel Distinguished Service Award od World Future Society.

## Život a kariéra
Jonedži Masuda byl výraznou osobou v oblasti zlepšení a zefektivnění výrobních procesů a využití počítačů ve vzdělávání, jelikož působil v několika programech Ministerstva práce a školství. Byl ředitelem Instituce pro rozvoj využití počítačů v Japonsku a zakladatelem Instituce pro informační společnost.
Jeho akademická činnost byla důležitá pro komputerizaci Japonska. V 60. letech minulého století rozvinul pro japonskou vládu „The Plan for an Information Society: Japan's National Goal toward the year 2000.“

## Teorie
Jonedži Masuda jako první přišel s myšlenkou informační společnosti. V roce 1970 svou teorii rozvinul na základní cíl:
"...realizace společnosti, která sebou přináší obecně prosperující stav lidské duševní tvořivosti místo bohaté materiálové spotřeby."